# Xanthocalanus fallax
Xanthocalanus fallax is een eenoogkreeftjessoort uit de familie van de Phaennidae. De wetenschappelijke naam van de soort werd in 1903 voor het eerst geldig gepubliceerd door Georg Ossian Sars.